# Naključna kontrolna točka
Naključna kontrolna točka je vojaška in policijska taktika. V vojaškem smislu kontrolne točke vključujejo postavitev hitre zapore ceste s tovornjaki ali oklepnimi vozili nameščenimi tako, da se prepreči nepooblaščeno oz. neželeno gibanje ali vojaško dejavnost. Namen postavitev naključnih kontrolnih točk je, da se lahko preveri identifikacijo oseb ali za lažje iskanje nedovoljenih stvari, ubežnikov ali nedovoljenega orožje za civilno uporabo. Vzpostavitev naključne kontrolne točke je taktika presenečenja, tako da je lokacija postavitve v nasprotju z že znanimi, stalno nameščenimi kontrolnimi točkami, ki bi jih osumljenci lahko obšli. Pogosto so postavljene na mestih, kjer jih ni mogoče takoj opaziti, ko pa se jim že približaš pa je prepozno za umik in pobeg brez, da ne bi bili že opaženi.
Policijske enote, ki so opremljene s patruljnimi vozili, redno uporabljajo naključne kontrolne točke za odkrivanje voznikov, za katere obstaja sum, da so resneje kršili cestno prometne predpise in s tem ogrožali druge udeležence v prometu. Policija prav tako lahko na hitro postavi zapore cest za preverjanje vozil in v primerih, ko preganja oboroženega in nevarnega ubežnika. Tako kot vojaške kontrolne točke, obstajajo tudi varnostno kontrolne točke in cestne zapore z namenom iskanja ubežnikov. Postavljene so na območju, kjer jih vozniki ne morejo videti, ko pa jih vidijo je pa že prepozno za umik. Take kontrolne točke so praviloma postavljene le začasno.